# Барчетт, Джордж

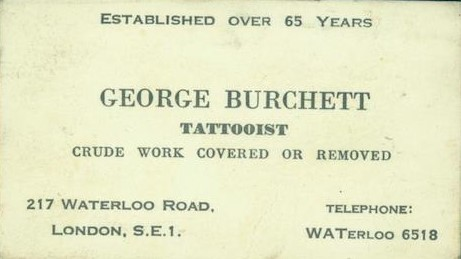
Визитная карточка мастера

Джордж «Профессор» Барчетт (англ. George "Professor" Burchett; 23 августа 1872, Брайтон, Восточный Суссекс — 3 апреля 1953, Морден, Большой Лондон) — известный английский татуировщик, также известен как «Король татуировщиков».

## Биография
Джордж Барчетт-Дэвис родился 23 августа 1872 года в английском приморском городе Брайтон, Восточный Суссекс старшим из двенадцати детей французского мастера по полировке и изготовителя рам для картин Джорджа Барчетта Дэвиса (1849—1923) и его жены Лидии, урожденной Хит (1851/2).
В двенадцать лет был исключен из школы за то, что нанес татуировку однокласснику, в тринадцать лет вступил в Королевский флот (в то время подростки в этом возрасте могли поступать на военно-морскую службу). Развил свои навыки татуировки, путешествуя за границу в качестве матроса на линкоре-дредноуте HMS Vinsent. Немногим позже сбежал с флота, сойдя в порту Яффа и не вернувшись на корабль. Вернувшись в Англию спустя 12 лет, первое время работал продавцом трамвайных билетов и сапожником, при этом продолжая делать татуировки; полностью сосредоточился на работе татуировщиком в 1900 году.
Имея студии на Майл-Энд-роуд и Ватерлоо-роуд в Лондоне, Барчетт стал первым звёздным татуировщиком и фаворитом среди богатых высших слоев общества и европейских королевских семей. Среди его заказчиков были король Испании Альфонсо XIII, король Дании Фридрих IX и артист Орас Ридлер. Существует легенда, что одним из клиентов тату-мастера был король Великобритании Георг V, в бытность своей службы на флоте.
Постоянно совершенствовал и менял стиль своих работ, чему способствовали его путешествия по всему миру, он использовал в своих работах африканские, японские и юго-восточные азиатские мотивы. В 1930-х годах Барчетт стоял у истоков косметической татуировки, создав технику постоянного затемнения бровей.
Продолжал татуировать до своей внезапной смерти в страстную пятницу 1953 года в возрасте 80 лет. Предполагаемая автобиография «Мемуары татуировщика» под редакцией Питера Лейтона (псевдоним писателя Эдварда Спиро, также известного как Э. Х. Кукридж) была опубликована в 1958 году издательством Oldbourne Book Company, через пять лет после смерти Барчетта. Эта работа включала фотографии, иллюстрирующие некоторые татуировки Барчетта. Недавнее исследование показало, что, несмотря на утверждения, сделанные в предисловии, текст на самом деле не был составлен и отредактирован из собственных заметок Барчетта, а скопирован из газетных статей, сделанных вскоре после его смерти.
Младший брат Джорджа Чарльз Дэвис также работал татуировщиком, в связи с этим в литературе они иногда описываются как братья Барчетт.

## Избранная библиография
- Michelle D. Miranda. Forensic Analysis of Tattoos and Tattoo Inks. — CRC Press, 2015. — ISBN 1-498-7364-32..
- Gay, Kathlyn. Body Marks: Tattooing, Piercing, and Scarification / Kathlyn Gay, Christine Whittington. — Twenty-First Century Books, 2002. — ISBN 0-761-3235-2X..
- Margo DeMello. Encyclopedia of Body Adornment. — ABC-CLIO, 2007. — P. 105. — ISBN 0-313-3369-54.
- Reiter, Jon. King of Tattooists: The Life and Work of George Burchett. — Solid State Publishing Company, 2012. — ISBN 0-578-1092-47.